# Dicyemida
A Dicyemida, más néven Rhombozoa fejlábúak vesenyúlványaiban élő parazita klád.

## Rendszertan

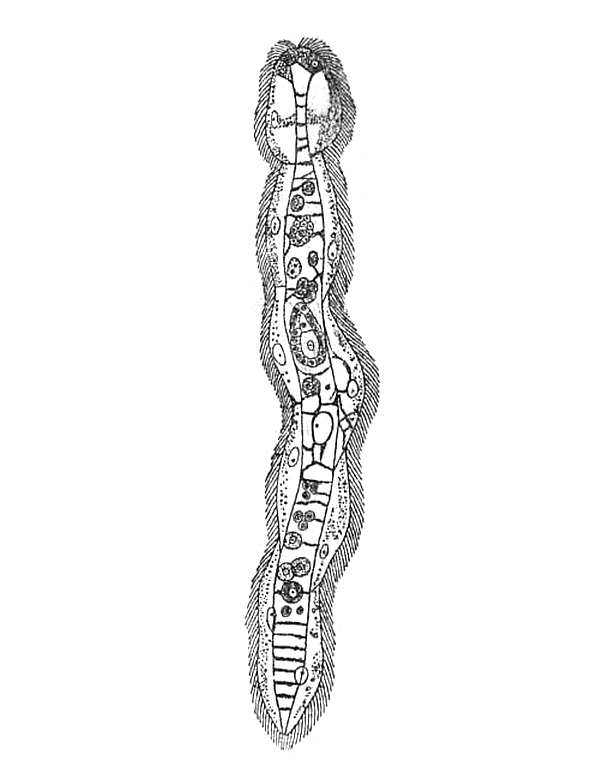
Dicyema macrocephalum

Rendszertana vitatott. Hagyományosan a Dicyemidát az Orthonectida kláddal együtt a Mesozoa törzsbe sorolták, 2017-től molekuláris bizonyíték is megerősíti ezt.
Más molekuláris rendszertanok szerint azonban a Dicyemida a fonálférgeknek közelebbi rokona. További molekuláris bizonyítékok szerint a klád a tapogatós-csillókoszorús állatokból (Lophotrochozoa) ered.
A klád 3 családból áll, ezek a Conocyemidae, a Dicyemidae és a Kantharellidae, melyek helyenként rendekbe vannak rendszerezve. A Dicyemidát rendként kezelő szerzők, akik a Conocyemidae családot önálló Heterocyemida rendbe sorolják, a Rhombozoát preferálják a három családot tartalmazó egyértelmű névként.

## Genetika
A D. misakiense és a D. japonicum citokróm c-oxidáza 3 részét 3 különböző DNS-minikör kódolja. Ezek az extrakromoszomális DNS-ből (ecDNS) álló körök az embriogenezisben korán jelennek meg.

## Anatómia
A Dicyemida felnőtt példányai 0,5–7 mm-esek, így jól láthatók fénymikroszkóppal. Eutéliát mutatnak: egy faj minden felnőtt példánya azonos számú sejtből áll, így a sejtszám hasznos azonosító jellemző. Nincs légző, keringési, kiválasztó, emésztő szervrendszere és idegrendszere, sem testürege.
Felépítése egyszerű: egy tengelysejtet 7–39 csillós sejt ölel körbe. Elülső része a kalotta, mely lehetővé teszi a gazdája vesenyúlványaihoz való tapadást. Ha egynél több faj van egy gazdában, kalottájuk különböző alakú, ez lehet kúp, lemez vagy sapka alakú.
2022-ben nem volt ismert két azonos kalottájú, de különböző, egyidejűleg egy gazdában megtalálható Dicyemida-faj. Hasonló vagy azonos kalottájú fajok ismertek, de ezeket egy gazdán belül nem találták. Mivel egy gazdán belül is jelentős eltérés van a kalotta méretében, ritka a versengés több Dicyemida-faj között az élőhelyért vagy más erőforrásokért. A kalotta alakja határozza meg, hol él egy Dicyemida-faj. Általában a kúp alakú kalottával rendelkezők a vese hajlataiban, a lekerekítettek a sima felületein élnek. Ez lehetővé teszi több Dicyemida-faj egymás mellett élését 1 gazdán belül a helyért vagy erőforrásokért való versenyt különböző niche-ek elfoglalásával elkerülve.

## Élőhely
Bár a legtöbb faj meghatározott fejlábúakban él, egyetlen fajnak sincs egyedi preferenciája. Mi több, általában ritka, hogy egy Dicyemida-fertőzött példányt csak 1 faj fertőzzön meg. Így ha egy adott fejlábút egy Dicyemida-faj fertőz, teste valószínűleg több különböző alakú kalottát tartalmaz, ami azt jelenti, hogy egynél több faj fertőzi őt. Ha hasonló (de nem azonos) alakú kalották vannak jelen egy gazdában, az egyik faj általában a másik felett dominál, jelezve, hogy az a gazdán belüli környezetéhez jobban alkalmazkodott. Azonban ez ritka, és csak kevésszer figyelték meg. Egy polipokon történő vizsgálatban kimutatták, hogy a hasonló alakú kalottájú fajok ritkán éltek egy gazdán belül,ami erős versengésre utal az élőhelyért.
Japánban két Dicyemida-fajt (Dicyema misakiense, Dicyema japonicum) gyakran találnak egy gazdán belül. 1938-ban, a két faj első leírásakor nem számítottak külön fajnak számos morfológiai hasonlóságuk miatt. A két faj kizárólagos hasonlósága a kalották különböző alakja volt. Az, hogy a két faj különálló, továbbra is vitatott: egyesek szerint ha közeli rokon Dicyemida-fajok élnek egy régióban, például a D. misakiense és D. japonicum esetén, az élőhelyért folyó versengés különböző kalották fejlődését okozza.

## Életciklus
Életciklusa ivartalan és ivaros formákat egyaránt tartalmaz. Előbbi fiatal, még nem felnőtt, utóbbi felnőtt gazdákban jelentkezik. Az ivartalan szakasz a nematogén, mely féreg alakú lárvákat képez tengelysejtjében. Ezek közvetlen fejlődéssel újabb nematogénekké alakulnak. A nematogének a fiatal fejlábúakban szaporodva megtöltik veséiket.
A fertőzés előrehaladtával, feltehetően adott nematogénsűrűség elérésekor a féreg alakú lárvák ivaros rombogéneket kezdenek el képezni, nem nematogéneket. E sűrűségre válaszoló reprodukciós ciklus hasonlít a csigák mételyfertőzésekor jelentkező sporociszta vagy redia ivartalan szaporodására. A mételyek ivartalan szakaszaihoz hasonlóan néhány nematogén általában idősebb gazdában is található. Funkciójuk a parazita populációjának a gazda növekedésének megfelelő növelése lehet.
A rombogének hímnős gonádokat tartalmaznak a tengelysejtben. E gonádok – helyesebben infuzorigének – önmegtermékenyítéssel csillós lárvákat hoznak létre. Ezek a lárvák jelentősen különböznek anatómiailag: elemlámpákra hasonlító csillógyűrűkkel úsznak. Feltételezések szerint ez ivarosan keletkező lárvaállapot, melynek tagjai a vizelettel együtt távoznak, a szóródó és a fertőző szakasz egyben. A fertőzés mechanizmusa és a Dicyemida hatása – ha van – gazdáira azonban ismeretlen.
A Dicyemida életciklusának egy része a mérsékelt övezeti bentikus környezethez köthető, ahol legnagyobb mennyiségben előfoordul. Bár alkalmanként megtalálták a térítők között, a fertőzési arány ott általában igen alacsony, és sok potenciális gazdát nem fertőznek. A Dicyemida nem ismert nyílt vízi fejlábúakban, ott parazita csillósokból álló fauna található. A legtöbb Dicyemida-faj csak 1–2 közeli rokon gazdafajban található meg.

## Fordítás
Ez a szócikk részben vagy egészben  a   Dicyemida című angol Wikipédia-szócikk ezen változatának fordításán alapul.  Az eredeti cikk szerkesztőit annak laptörténete sorolja fel. Ez a jelzés csupán a megfogalmazás eredetét és a szerzői jogokat jelzi, nem szolgál a cikkben szereplő információk forrásmegjelöléseként.